# Карлос Бабінгтон
Карлос Бабінгтон (ісп. Carlos Babington, нар. 20 вересня 1949, Буенос-Айрес) — аргентинський футболіст, що грав на позиції нападника. По завершенні ігрової кар'єри — тренер.
Виступав, зокрема, за клуби «Уракан» та «Ваттеншайд 09», а також національну збірну Аргентини.

## Клубна кар'єра
У дорослому футболі дебютував 1969 року виступами за команду «Уракан», в якій провів шість сезонів, взявши участь у 190 матчах чемпіонату і вигравши чемпіонат Метрополітано в 1973 році. Більшість часу, проведеного у складі «Уракана», був основним гравцем атакувальної ланки команди і одним з головних бомбардирів команди, маючи середню результативність на рівні 0,43 гола за гру першості.

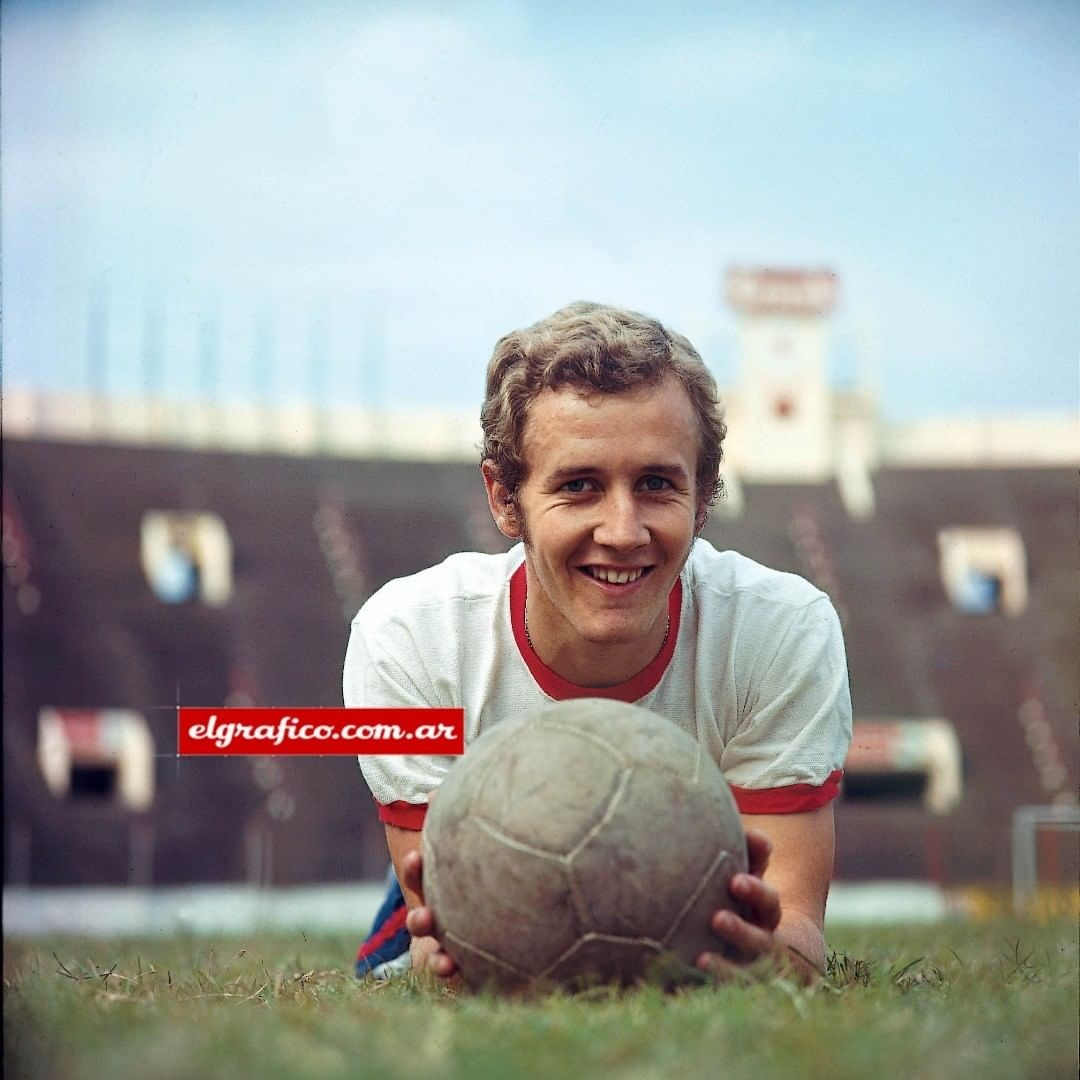
Карлос Бабінгтон під час виступів за «Уракан». 1969 рік.

У 1974 році він перейшов в німецький клуб «Ваттеншайд 09» і за чотири роки провів 120 матчів у 2-й північній Бундеслізі, в яких забив 46 голів.
У 1979 році Бабінгтон повернувся в «Уракан». Цього разу відіграв за команду з Буенос-Айреса наступні п'ять сезонів своєї ігрової кар'єри і знову був серед найкращих голеодорів, відзначаючись забитим голом в середньому щонайменше у кожній третій грі чемпіонату, забивши загалом за два приходи у клуб 126 голів у чемпіонаті.
Завершив ігрову кар'єру у американській команді «Тампа-Бей Роудіс», за яку виступав протягом сезону 1982 року.

## Виступи за збірну
1971 року дебютував в офіційних матчах у складі національної збірної Аргентини. Протягом кар'єри у національній команді, яка тривала 4 роки, провів у її формі 13 матчів, забивши 2 голи.
У складі збірної був учасником чемпіонату світу 1974 року у ФРН, де зіграв у п'яти матчах.

## Кар'єра тренера
Розпочав тренерську кар'єру, повернувшись до футболу після невеликої перерви, 1986 року, очоливши тренерський штаб клубу «Платенсе» (Вісенте-Лопес).
1988 року став головним тренером команди «Уракан», в яку згодом повертався ще тричі вигравав з нею чемпіонати Другого дивізіону в 1990 і 2000 роках, допомагаючи рідній команді повернутися до Примери. Загалом працював у команді протягом 1988—1991, 1997, 1999—2001 та 2002 років.
Згодом протягом 1992—1993 років очолював тренерський штаб клубу «Банфілд», а 1993 року прийняв пропозицію попрацювати у клубі «Расінг» (Авельянеда).
Протягом 1995 року був головним тренером команди «Рівер Плейт», а 1997 року недовго очолював тренерський штаб команди «Расінг» (Авельянеда).
Протягом 2001—2002 років очолював тренерський штаб мексиканського клубу «Леон», а останнім місцем тренерської роботи став клуб «Чакаріта Хуніорс», головним тренером команди якого Карлос Бабінгтон був протягом 2003 року.
2006 року Бабінгтон був обраний президентом «Уракана». Під його керівництвом команда досягла чергового підвищення в Прімері, залишаючись у вищому дивізіоні до сезону 2010/11, коли знову вилетіла. До того ж Бабінгтон став лише другою людиною (після Даніеля Пассарелли з «Рівер Плейт»), який був футболістом, головним тренером і президентом одного футбольного клубу в Аргентині.

## Титули і досягнення

### Як гравця
- Чемпіон Аргентини (1):

«Уракан»: Метрополітано 1973

## Особисте життя
Походить з відомого британського роду Бабінгтонів. Його дід, Колвілл Берроуз Бабінгтон, переїхав до Аргентини і одружився з Лауреаною Карро в 1889 році. В результаті за своє походження Карлос носив прізвисько англієць (ісп. El Inglés).